# ماریانا کلاونو
ماریانا کلاوِنو (انگلیسی: Mariana Klaveno؛ زادهٔ ۲۵ اکتبر ۱۹۷۹) یک هنرپیشه اهل ایالات متحده آمریکا است. وی از سال ۲۰۰۴ میلادی تاکنون مشغول فعالیت بوده‌است.

## گزیدهٔ آثار

### تلویزیون
- خدمتکاران حیله‌گر (۲۰۱۳)
- دکستر (۲۰۱۱)
- خون حقیقی (۲۰۱۰–۲۰۰۸ و ۲۰۱۲)
- بخش فوریت‌های پزشکی (۲۰۰۸)
- آلیاس (۲۰۰۵)